# 馬克·加諾
約瑟夫·讓-皮埃尔·馬克·加諾 PC CC CD（1949年2月23日—2025年6月4日），加拿大政治人物、退伍軍人和太空人，2008年-23年間以加拿大自由黨黨員身份擔任加拿大國會下議院議員，先後代表魁北克省蒙特婁的西山－聖瑪麗城選區和恩典聖母－西山選區，並從2015年-21年間在賈斯汀·杜魯多内閣中先後出任聯邦交通部長和外交部長。
從政前他曾任加拿大海軍軍官，並成為首位登上太空的加拿大太空人，先後於1984年、1996年和2000年隨穿梭機登上太空，2001年-05年間他則任加拿大太空局總裁。

## 早年和軍事生活
加諾生於魁北克省魁北克城，在該市和黎舍留河畔聖讓就讀小學和中學，後到加拿大皇家軍事學院修讀工程物理學，1970年從該校獲取理學士學位。他其後在英國的倫敦帝國學院進修電機工程學，1973年從該校獲取博士學位。
他於1974年加入加拿大軍隊海上司令部成為上尉，在阿爾岡昆號上擔任戰鬥系統工程師，1976年轉到哈利法斯的加拿大軍隊戰艦學院任職教員，1977年起在渥太華任職海軍武器系統項目工程師，1980年則返回哈利法斯成為海軍工程單位的一員。他於1982年-83年間在多倫多的加拿大軍隊指揮參謀學院進修，期間晉升為中校，再於1986年1月晉升為艦長，1989年從海上司令部退伍。

## 航天生涯

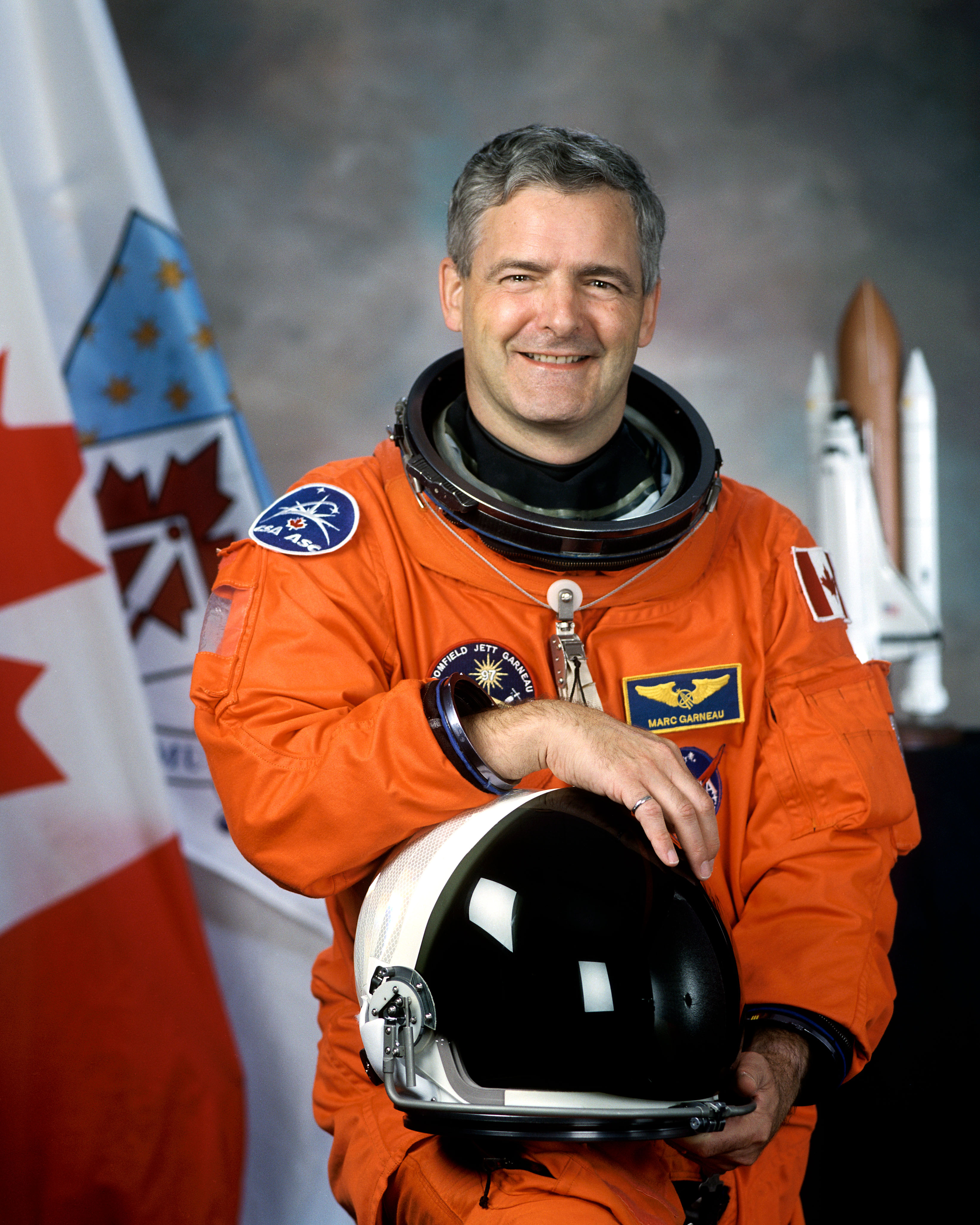
加諾的STS-97官方肖像（2000年）

加諾於1983年12月獲甄選為加拿大首六名太空人之一，並於1984年2月正式成為加拿大太空人項目一員，展開太空人訓練。他於同年參與STS-41-G任務，身份為有效載荷專家，10月5日隨挑戰者號穿梭機登空，成為首位登上太空的加拿大人。他於1989年從海軍退伍後成為加拿大太空人項目的副總監，為日後加拿大太空任務提供技術和項目支援。
他於1992年8月到詹森太空中心展開為期一年訓練成為任務專家，受訓後為一系列穿梭機任務擔任指令艙通信員。他於1996年5月參與STS-77任務（奮進號穿梭機），再於2000年11月-12月參與STS-97任務，隨奮進號穿梭機登上國際太空站。他總共在太空逾677小時。
他於2001年2月獲任為加拿大太空局行政副總裁，同年11月22日改任該局總裁至2005年11月。

## 晉身國會、競選黨魁
加諾於2005年11月28日辭任加拿大太空局總裁，同月30日正式確認為加拿大自由黨候選人，代表該黨在2006年聯邦大選中競逐魁北克省的沃德勒伊－蘇朗日選區（Vaudreuil—Soulanges）國會下議院議席。受贊助醜聞影響，自由黨在魁省的支持度下滑，加諾的星級候選人地位亦無補於事，他最終在大選中以9千多票之差敗予競逐連任的魁人政團候選人黃美麗。
2007年10月，加諾與自由黨黨魁狄安共同會見媒體，宣布加諾將代表該黨競逐蒙特婁地區的西山－聖瑪麗城選區（Westmount—Ville-Marie）下議院議席。在2008年聯邦大選中，加諾以9千多票之差擊敗新民主黨候選人贏取該議席，首度晉身國會，並成為自由黨的工業評議員。

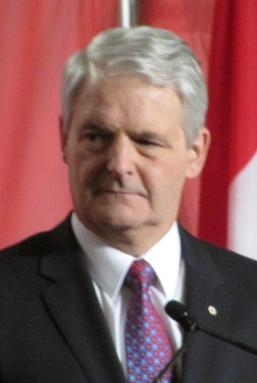
加諾出席自由黨黨魁候選人辯論會（攝於2013年2月）

他於2011年聯邦大選中以6百多票之差擊敗新民主黨候選人險保該議席，並出任自由黨的下議院領袖。自由黨在該屆大選後淪為國會第三大黨，而失去自己議席的葉禮庭亦宣佈辭去其黨魁職位。自由黨全國委員會後來宣佈舉行臨時黨魁選舉，當選的臨時黨魁日後不能角逐常規黨魁的職位。加諾於同年5月12日宣佈角逐臨時黨魁職位，同月25日則敗予多倫多中選區下議員李博。他從2012年11月21日起以臨時性質兼任自由黨的自然資源評議員。
加諾於2012年11月28日宣布競逐自由黨常規黨魁職位，同時辭去自由黨下議院領袖職務。另一黨魁候選人梅麗喬建議自由黨、新民主黨和綠黨在來屆聯邦大選於競爭激烈的選區協調，派出一名候選人與保守黨候選人對壘，以確保左翼和中間偏左票源免被分弱。加諾表示不支持該項建議，稱他領導下的自由黨在全國每個選區皆會有候選人參選，並謂他只支持於下議院内與其他黨派合作，而非在選前進行協調。
加諾被視為黨魁選舉熱門候選人賈斯汀·杜魯多的主要競爭對手，但在他本人支持度大幅落後杜魯多的局面下，加諾於2013年3月宣布退選，並改為支持最終當選的杜魯多。他從同年8月起出任自由黨的外交、貿易及發展評議員。

## 内閣成員

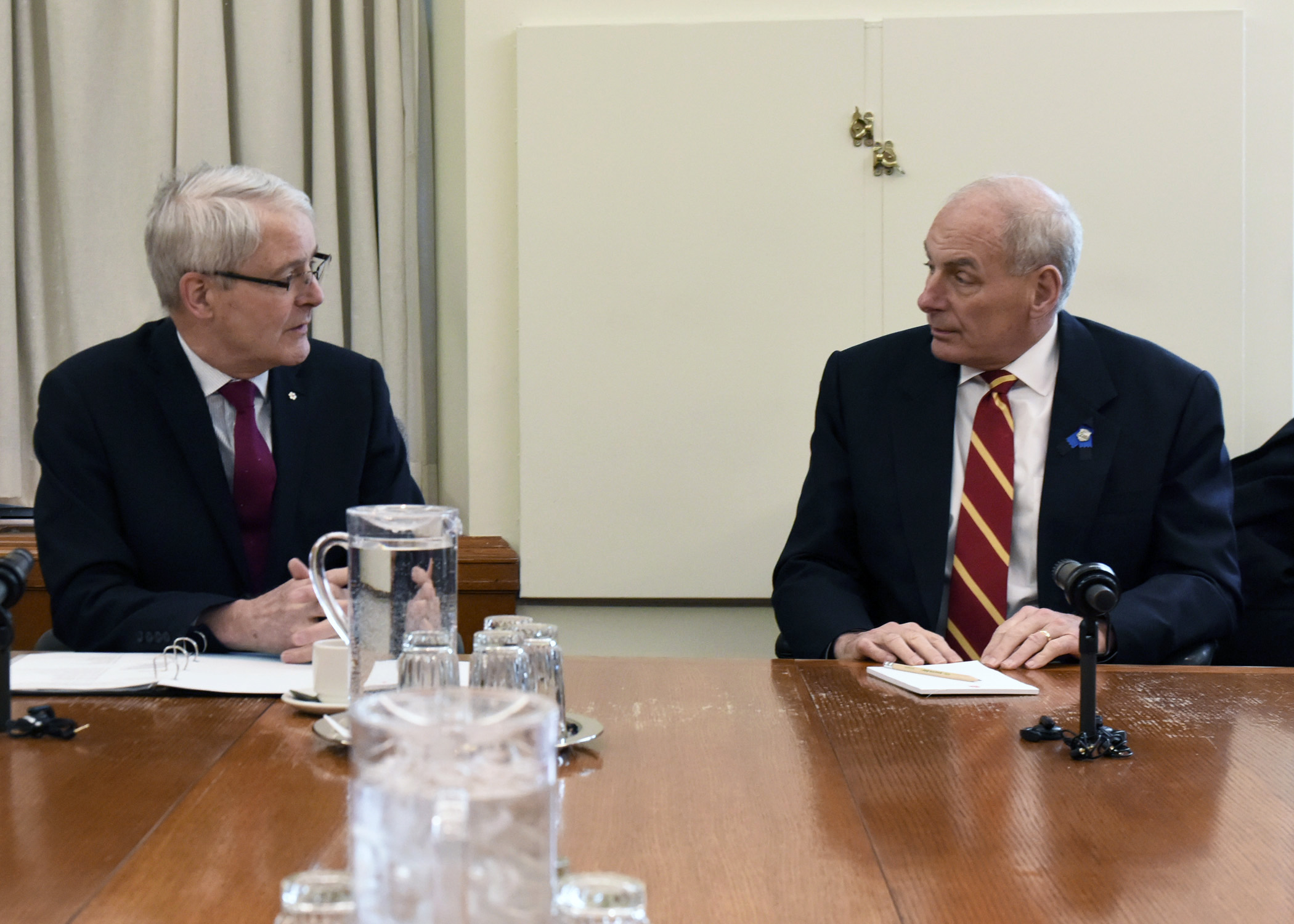
加諾會見到訪渥太華的美國國土安全部長凱利（攝於2017年3月）

### 交通部長
加諾所屬的西山－聖瑪麗城選區於2015年聯邦大選前解散，部分範圍改撥新成立的恩典聖母－西山選區（Notre-Dame-de-Grâce—Westmount）。他於該屆大選競逐此選區議席並告當選，順利重返下議院。自由黨在該屆大選贏取多數政府，加諾則於同年11月獲新任總理杜魯多委入内閣，出任交通部長。
加諾於2017年5月引入航空旅客權益法案，為因航空公司超額售票、破壞或遺失行李、或拒絕登機等情況而受影響的乘客界定最低賠償金額。法案亦禁止航空公司強行將持票乘客趕下航班，並界定航班因天氣或其他原因而延誤或取消時乘客該獲的應有對待。
埃塞俄比亞航空302號班機於2019年3月墜毀後，涉事型號波音737 MAX受多國禁飛。加諾於3月11日表示在確定墜機原因前禁止該型號客機在加國飛行是言之過早，並謂他會「毫不猶豫」地登上該款客機。加拿大和美國遂成為全球僅餘兩個擁有相當數目737 MAX客機但仍未勒令該型號停飛的國家。同月13日，加諾在記者會上指出根據交通部所獲的最新消息，埃塞俄比亞航空302號班機空難與獅子航空610號班機空難的相似之處超越該部門可接受門檻，遂下令禁止737 MAX客機在加國飛行直至另行通告。
加諾於2019年聯邦大選連任恩典聖母－西山選區下議員，並在杜魯多内閣中留任交通部長。

### 外交部長
杜魯多於2021年1月改組内閣，加諾接替商鵬飛出任外交部長。他於同年9月聯邦大選以約54%得票率連任下議員，但於同年10月公布的內閣名單中榜上無名，外交部長職務由趙美蘭接替。

## 榮譽

### 殊勳
| 綬帶 | 勳章                               | 注釋                                                                                                  |
|      | 加拿大同伴勳章（C.C.）             | - 2003年5月8日頒發 - 2003年12月12日敘任                                                               |
|      | 加拿大官佐勳章（O.C.）             | - 1984年12月17日頒發 - 1985年4月10日敘任                                                              |
|      | 加拿大聯邦成立125週年紀念勳章      | - 1992年頒發 - 加諾為加拿大官佐勳章授勳者，遂獲發此勳章。                                             |
|      | 伊利沙伯二世金禧獎章（加拿大）     | - 2002年頒發 - 加諾為加拿大官佐勳章授勳者，遂獲發此勳章。                                             |
|      | 伊利沙伯二世鑽禧獎章（加拿大）     | - 2012年頒發 - 加諾為加拿大同伴勳章授勳者和加拿大國會下議院議員，在加拿大排名名單之列，遂獲發此勳章。 |
|      | 加拿大軍隊獎章                     | - 加諾在加拿大軍隊服役滿12年後獲發此勳章。                                                            |
|      | 法語國家及地區國際組織七星騎士勳章 | - 1997年9月16日頒發                                                                                   |
|      | 美國太空總署傑出服務獎章           | - 1997年頒發                                                                                          |
|      | 美國太空總署太空飛行獎章           | - 1984年、1996年和2000年頒發                                                                          |

### 名譽學位
| 地區       | 日期          | 院校               | 學位                    |
| ---------- | ------------- | ------------------ | ----------------------- |
| 安大略省   | 1985年5月17日 | 加拿大皇家軍事學院 | 軍事科學博士（D.M.Sc.） |
| 新斯科舍省 | 1985年        | 諾華士高沙理工大學 | 工程博士（D.Eng）       |
| 魁北克省   | 1985年        | 拉瓦爾大學         |                         |
| 魁北克省   | 1990年        | 聖讓皇家軍事學院   |                         |
| 安大略省   | 1997年        | 渥太華大學         | 名譽博士（D.Univ）      |
|            | 2001年春季    | 萊斯布里奇大學     | 理學博士（D.Sc）        |
| 安大略省   | 2002年春季    | 約克大學           | 理學博士（D.Sc）        |
| 魁北克省   | 2004年12月    | 康考迪亞大學       | 法學博士（LL.D）        |
| 安大略省   | 2005年11月    | 麥馬士達大學       | 理學博士（D.Sc）        |
|            | 2006年        | 阿薩巴斯卡大學     | 理學博士（D.Sc）        |
|            | 2006年        | 卑詩理工學院       | 理工博士（D.Tech）      |

### 以他命名的事物
- 安大略省多倫多：馬克·加諾高中（1987年從奧華利中學改為現稱）[53]
- 安大略省特倫頓：馬克·加諾公立中學[54]

### 其他榮譽
- 加拿大航空學及太空學院名譽院士[5]
- 皇家加拿大地理學會名譽會員（2014年）[55]
- 國際太空名人堂成員（1992年）[56]

## 外部連結
- （英文）加拿大國會圖書館網站 馬克·加諾議員簡介 （页面存档备份，存于）